# Wohnhaus Westerreihe 18
Das Wohnhaus Westerreihe 18 in der niedersächsischen Kreisstadt Cuxhaven im Landkreis Cuxhaven stammt vom 19. Jahrhundert.
Aktuell (2024) wird es für eine Wohnung genutzt.
Das Gebäude steht unter Denkmalschutz (siehe auch Liste der Baudenkmale in Cuxhaven).

## Geschichte und Beschreibung
Die kurze Straße Westerreihe zwischen Altenwalder Chaussee und Südersteinstraße war der frühere eigentliche Verbindungsweg zwischen der Gemeinde Ritzebüttel und dem Weg nach Süderwisch und Altenwalde. Nach dem Ausbau der Abendrothstraße wurde die Westerreihe zur Nebenstraße.
Das eingeschossige giebelständige verputzte historisierende Gebäude mit Drempel und überstendem ziegelgedeckten Satteldach wurde in der zweiten Hälfte des 19. Jahrhunderts gebaut. Die symmetrische schlichte Fassade wurde gestaltet und gegliedert mit geschoßteilendem einfachen Gesims, Fensterrahmungen und Balkon im Obergeschoss mit gusseiserner Brüstung sowie mittigem Eingang.
Das Landesdenkmalamt befand u. a.: „… entspricht einem charakteristischen kleinstädtischen Wohnhaustyp der zweiten Hälfte des 19. Jahrhunderts …“